# Fernand Fournier
Pour les articles homonymes, voir Fournier.
Fernand Fournier, né le 26 juillet 1894 à Saint-Bauzille-de-la-Sylve (Hérault) et mort le 25 janvier 1990 à Lodève, est un homme politique français.

## Biographie
Membre de la SFIO, Fernand Fournier est élu conseiller municipal en 1925, puis maire de Montataire (Oise) de 1938 à 1945. Il accède à cette fonction en 1938 lors d'une élection partielle organisée pour remplacer le maire décédé. Il est ensuite nommé par le gouvernement de Vichy en 1941.
Il est arrêté et déporté au Camp de concentration de Mauthausen en juin 1944. Il tente en vain de reconquérir la mairie en 1953 et 1959 avec une liste de la Troisième Force.
De 1945 à 1976, il est conseiller général du canton de Creil, puis du canton de Montataire.